# 연안 김씨
연안 김씨(延安金氏)는 조선민주주의인민공화국의 황해남도 연안군을 본관으로 하는 한국의 성씨이다.

## 역사
《김씨 분관록》, 《증보문헌비고》등의 문헌(文獻)에 의하면 신라 김알지의 후예인 두 형제가 왕에게 직간(直諫)하다가 오히려 미움을 받아 먼 곳으로 유배되어 형은 북빈경(北濱京. 지금의 강릉)에 살게 되었고, 동생은 시염성(鼓鹽城. 지금의 연안)에 살게 되었다고 한다. 
(오늘 날의 강릉 김씨와 연안 김씨)
시조 김섬한(金暹漢)은 연안(延安)으로 유배된 아우의 후손으로 고려 명종 때 문과에 급제하여 국자감 사문박사(四門博士)를 지냈다. 그의 상계는 아득히 멀고 기록이 없어 상고할 수 없다. 일설에 가야 왕손이라는 족보에 의하면 연안 김씨는 가야계 후손이라 한다. 후손 김도(金濤)는 고려 공민왕(임인년. 1362)때 문과에 급제하고 밀직제학(密直提學)을 지냈다. 
그밖에 조선 명종 시기 편찬된 야사집인 삼한습유기(현재 원본은 소실되었고 청학집의 그 기록의 일부가 남아있다)에는 연안 김씨가 백제인의 후손(延安之金 出百濟)이라 나오고 광주 김씨는 고구려인의 후손(光州之金 出高句麗)이라 전한다. 삼국사기 신라본기에는 신라 문무왕이 신라의 백성으로 편입된 고구려, 백제 유민들에게 김씨(金氏) 등의 신라계 성씨를 하사해서 적극적으로 회유했다는 기록이 있다.
조선 시대에 문과 급제자 163명, 정승 6명, 대제학 1명, 왕비 1명, 종묘배향공신 3명을 배출하였다. 김도의 아들 김자지(金自知)와 김여지(金汝知)는 판서를 지냈으며, 김전(金詮), 김근사(金謹思), 김안로가 영의정을 지냈다. 김감(金勘)은 대제학을, 김경사(金敬思)는 광주목사를 지냈다.

## 인물
- 김도 : 고려말 밀직제학
- 김자지 : 고려말 조선초의 문신
- 김여지 : 고려말 조선초의 문신
- 김감 : 대제학
- 김시 : 조선 전기의 화가
- 김전 : 조선 중기의 문신, 영의정
- 김근사 : 조선 중기의 문신, 영의정
- 김경사 : 조선 중기의 문신, 광주목사
- 김안로 : 조선 중기의 문신, 영의정
- 인목왕후 : 조선 선조의 왕비
- 김익 : 조선 중기의 문신, 영의정
- 김재찬 : 조선 중기의 문신, 영의정
- 김사철 : 일제강점기의 관료
- 김사준 : 일제강점기의 관료
- 김석기 : 일제강점기의 조선귀족
- 김원기 : 제15대 부총리 겸 경제기획원 장관
- 김덕주(金德柱) : 대법관
- 김우전 : 독립운동가
- 김여제 : 독립운동가
- 김창의 : 독립투사
- 김기홍 : 독립투사
- 김성주 (1964년) : 19대 국회의원 (전주 덕진, 더불어민주당)
- 김빛내리 : 서울대학교 교수

## 조선 왕실과의 인척관계
- 선조 계비 인목왕후
- 영응대군(세종의 팔남) 계비 연성부부인 김씨
- 진남군(정종의 서자) 사위 김승
- 의창군(세종의 서자) 정비 양원군부인 연안 김씨
- 효혜공주(중종의 장녀) 부마 김희
- 정신옹주(선조의 서녀) 사위 김규
- 의화군(고종의 서자) 정비 의친왕비 김숙

## 항렬자
| 21세   | 22세     | 23세   | 24세     | 25세   | 26세     | 27세     | 28세     | 29세     | 30세     | 31세     | 32세     | 33세     | 34세     | 35세     | 36세     | 37세     | 38세     | 39세     | 40세     | 41세     | 42세     | 43세     |
| ------ | -------- | ------ | -------- | ------ | -------- | -------- | -------- | -------- | -------- | -------- | -------- | -------- | -------- | -------- | -------- | -------- | -------- | -------- | -------- | -------- | -------- | -------- |
| 연(淵) | 口수(秀) | 사(思) | 口기(基) | 종(鍾) | 口영(泳) | 口주(柱) | 口성(性) | 口중(重) | 口현(鉉) | 口원(源) | 口식(植) | 口헌(憲) | 口규(圭) | 口진(鎭) | 口택(澤) | 口근(根) | 口희(熙) | 口배(培) | 口균(鈞) | 口철(澈) | 口표(杓) | 口항(恒) |